# Isotropis cuneifolia
Isotropis cuneifolia là một loài thực vật có hoa trong họ Đậu. Loài này được (Sm.) B.D.Jacks. miêu tả khoa học đầu tiên.